# Die Rebellie van Lafras Verwey
Die Rebellie van Lafras Verwey (tdl. ‘La rebelión de Lafras Verwey'), es una película dramática biográfica sudafricana de 2017 dirigida por Simon Barnard y coproducida por Katinka Heyns y Genevieve Hofmeyr para Sonneblom Films y Moonlighting Films. Está protagonizada por Tobie Cronje en el papel principal junto con Chantell Phillipus, Neels van Jaarsveld y Cobus Visser.

## Sinopsis
La película describe la vida y carrera de Lafras Verwey, quien trabajó como empleado en el Servicio Civil en Pretoria durante treinta años.

## Elenco
- Tobie Cronje como Lafras Verwey
- Chantell Phillipus como Petra
- Neels van Jaarsveld como Die Agent
- Cobus Visser como Louw
- Albert Pretorius como Leon Nell
- Brendon Daniels como George
- Duke Motlanthe como William
- Slindile Nodangala como Eunice Magobe
- Albert Maritz como Seremoniemeester
- Marna Gey van Pittius como Suster
- Lionel Newton como Sersant Chapman
- Pietman Geldenhuys como Henry
- Ghapi como baterista
- Dina Fisher como Sus
- Gavin van den Berg como hombre de Skyfskietstalletjie

## Recepción
Die Rebellie van Lafras Verwey recibió críticas positivas y ganó varios premios en festivales de cine internacionales.